# Фуфлен Рикамец
Фуфлен Рикамец (фр. Foufflin-Ricametz) насеље је и општина у североисточној Француској у региону Север-Па д Кале, у департману Па де Кале која припада префектури Арас.
По подацима из 2011. године у општини је живело 123 становника, а густина насељености је износила 41,0 становника/km². Општина се простире на површини од 3 km². Налази се на средњој надморској висини од 145 метара (максималној 156 m, а минималној 123 m).

## Демографија
| 1962. | 1968. | 1975. | 1982. | 1990. | 1999. | 2011. |
| ----- | ----- | ----- | ----- | ----- | ----- | ----- |
| 175   | 182   | 144   | 133   | 128   | 135   | 123   |

График промене броја становника у току последњих година